# Джонс, Элвин (футболист)
Элвин Джон Джонс (англ. Alvin John Jones; 9 июля 1994, Карнейдж, Тринидад и Тобаго) — тринидадский футболист, правый защитник гондурасского клуба «Реал Сосьедад» и сборной Тринидада и Тобаго.

## Биография

### Клубная карьера
Джонс выступал за клуб «Дабл-Ю Коннекшн» в течение семи сезонов, с 2012 по 2018 годы. В составе Savonetta Boys по два раза выигрывал чемпионат и кубок Тринидада и Тобаго.
9 апреля 2019 года Джонс подписал контракт с клубом Чемпионшипа ЮСЛ «ОКС Энерджи». Во втором по уровню дивизионе США дебютировал 13 апреля в матче против «Рио-Гранде Валли Торос». 20 апреля в матче против «Ориндж Каунти» забил свой первый гол за «Энерджи».
9 декабря 2019 года Джонс перешёл в клуб MLS «Реал Солт-Лейк». 7 марта 2020 года дебютировал за фарм-клуб РСЛ в Чемпионшипе ЮСЛ «Реал Монаркс» в матче стартового тура сезона против «Сан-Антонио». За РСЛ в MLS дебютировал 27 июля 2020 года в матче ⅛ финала Турнира MLS is Back против «Сан-Хосе Эртквейкс», в котором вышел на замену после перерыва между таймами вместо Донни Тойи. По окончании сезона 2020 «Реал Солт-Лейк» не стал продлевать контракт с Джонсом.
23 марта 2022 года Джонс подписал контракт с клубом Лиги один ЮСЛ «Форвард Мэдисон». Дебютировал за «Форвард Мэдисон» 20 апреля в матче третьего раунда Открытого кубка США 2022 против «Миннесоты Юнайтед», выйдя на замену во втором тайме вместо Сесара Мурильо-младшего. 13 августа в матче против «Чаттануга Ред Вулвз» забил свой первый гол за «Форвард Мэдисон».
В 2023 году Джонс вернулся играть на родину, перейдя в «Клаб Сандо».

### Международная карьера
В 2012 году вызывался в сборную Тринидада и Тобаго до 20 лет на матчи квалификации молодёжного чемпионата КОНКАКАФ 2013.
В составе сборной Тринидада и Тобаго до 22 лет участвовал в футбольном турнире Панамериканских игр 2015.
За главную сборную Тринидада и Тобаго Джонс дебютировал 10 октября 2014 года в матче второго раунда квалификации Карибского кубка 2014 против сборной Сент-Люсии. Свой первый гол за Soca Warriors забил 10 октября 2017 года в ворота сборной США в матче пятого раунда квалификации чемпионата мира 2018. Джонс был включён в состав сборной Тринидада и Тобаго на Золотой кубок КОНКАКАФ 2019. Был включён в состав сборной на Золотой кубок КОНКАКАФ 2021. Был включён в состав сборной на Золотой кубок КОНКАКАФ 2023.

### Личная жизнь
Элвин Джонс — сын игрока сборной Тринидада и Тобаго Келвина Джонса и младший брат игрока сборной Тринидада и Тобаго Джовина Джонса.

## Достижения
Командные
 «Дабл-Ю Коннекшн»
- Чемпион Тринидада и Тобаго (2): 2013/14, 2018
- Обладатель Кубка Тринидада и Тобаго (2): 2013/14, 2017
- Обладатель Кубка лиги Тринидада и Тобаго (2): 2015, 2017